# League of Ireland Premier Division (2021)
League of Ireland Premier Division 2021 (znana jako SSE Airtricity League Premier Division ze względów sponsorskich) była 37. edycją najwyższej klasy rozgrywkowej piłki nożnej w Irlandii pod tą nazwą, a 101. mistrzowskimi rozgrywkami w ogóle.
Brało w niej udział 10 drużyn, które w okresie od 19 marca do 19 listopada 2021 rozegrały 36 kolejek meczów. 
Sezon zakończył baraż o utrzymanie w Premier Division.
Tytuł mistrzowski obroniła drużyna Shamrock Rovers, zdobywając drugi tytuł z rzędu a dziewiętnasty w swojej historii.

## Drużyny
| Uczestnicy poprzedniej edycji | Uczestnicy poprzedniej edycji | Uczestnicy poprzedniej edycji | Uczestnicy poprzedniej edycji |
| --- | ----------------------------- | ----------------------------- | ----------------------------- |
| SHR | Shamrock Rovers               | Dublin                        | 1                             |
| BOD | Bohemian F.C.                 | Dublin                        | 2                             |
| DUN | Dundalk F.C.                  | Dundalk                       | 3                             |
| SRS | Sligo Rovers                  | Sligo                         | 4                             |
| WAT | Waterford                     | Waterford                     | 5                             |
| STP | St. Patrick’s Athletic        | Dublin                        | 6                             |
| DER | Derry City                    | Derry                         | 7                             |
| FHA | Finn Harps                    | Ballybofey                    | 8                             |
| Awans z First Division 2020 |                               |                               |                               |
| DRU | Drogheda United               | Drogheda                      | 1                             |
| po barażach |                               |                               |                               |
| LGT | Longford Town                 | Longford                      | 4                             |
| Oznaczenia: - kolumna pierwsza – skróty nazw drużyn, - kolumna trzecia – siedziba klubu, - kolumna czwarta – miejsce zajęte w poprzednim sezonie. |                               |                               |                               |

## Tabela
| Lp. | Drużyna                   | M  | Z  | R  | P  | B+ | B- | +/– | Pkt | Kwalifikacja lub spadek                                |
| --- | ------------------------- | -- | -- | -- | -- | -- | -- | --- | --- | ------------------------------------------------------ |
| 1   | Shamrock Rovers (M)       | 36 | 24 | 6  | 6  | 59 | 28 | +31 | 78  | Liga Mistrzów UEFA • I runda kwalifikacyjna            |
| 2   | St Patrick's Athletic (P) | 36 | 18 | 8  | 10 | 56 | 42 | +14 | 62  | Liga Konferencji Europy UEFA • II runda kwalifikacyjna |
| 3   | Sligo Rovers              | 36 | 16 | 9  | 11 | 43 | 32 | +11 | 57  | Liga Konferencji Europy UEFA • I runda kwalifikacyjna  |
| 4   | Derry City                | 36 | 14 | 12 | 10 | 49 | 42 | +7  | 54  | Liga Konferencji Europy UEFA • I runda kwalifikacyjna  |
| 5   | Bohemians                 | 36 | 14 | 10 | 12 | 60 | 46 | +14 | 52  |                                                        |
| 6   | Dundalk                   | 36 | 13 | 9  | 14 | 44 | 46 | −2  | 48  |                                                        |
| 7   | Drogheda United           | 36 | 12 | 8  | 16 | 45 | 43 | +2  | 44  |                                                        |
| 8   | Finn Harps                | 36 | 11 | 11 | 14 | 44 | 52 | −8  | 44  |                                                        |
| 9   | Waterford (B, S)          | 36 | 12 | 6  | 18 | 36 | 56 | −20 | 42  | Baraż o Premier Division                               |
| 10  | Longford Town (S)         | 36 | 2  | 9  | 25 | 22 | 71 | −49 | 15  | Spadek do First Division                               |

## Wyniki
| Gospodarz \ Gość      | BOH | DER | DRO | DUN | FHA | LON | SHM | SLI | STP | WAT | BOH | DER | DRO | DUN | FHA | LON | SHM | SLI | STP | WAT |
| --------------------- | --- | --- | --- | --- | --- | --- | --- | --- | --- | --- | --- | --- | --- | --- | --- | --- | --- | --- | --- | --- |
| Bohemians             |     | 1–2 | 5–0 | 5–1 | 4–0 | 2–2 | 1–0 | 1–3 | 0–1 | 3–0 |     | 3–3 | 2–1 | 1–1 | 1–2 | 1–1 | 3–1 | 1–0 | 3–2 | 1–2 |
| Derry City            | 1–1 |     | 1–1 | 1–1 | 1–2 | 1–1 | 0–2 | 1–1 | 2–2 | 1–2 | 1–1 |     | 3–0 | 1–0 | 2–2 | 3–0 | 2–4 | 2–0 | 1–0 | 2–0 |
| Drogheda United       | 1–1 | 1–2 |     | 0–1 | 1–1 | 4–1 | 0–1 | 1–1 | 3–1 | 1–0 | 3–2 | 1–0 |     | 0–1 | 3–1 | 2–0 | 0–1 | 0–0 | 0–1 | 1–2 |
| Dundalk               | 0–1 | 2–1 | 2–1 |     | 1–2 | 1–1 | 2–1 | 0–1 | 1–1 | 1–3 | 2–1 | 1–2 | 1–2 |     | 1–0 | 2–0 | 1–0 | 4–1 | 1–4 | 1–0 |
| Finn Harps            | 1–0 | 1–2 | 0–1 | 1–1 |     | 1–1 | 0–2 | 1–2 | 0–2 | 2–1 | 1–2 | 1–1 | 0–0 | 2–2 |     | 5–0 | 2–1 | 2–2 | 3–1 | 0–1 |
| Longford Town         | 0–2 | 2–0 | 0–4 | 2–2 | 0–0 |     | 0–1 | 0–1 | 1–3 | 1–2 | 1–4 | 0–2 | 1–1 | 1–0 | 0–3 |     | 0–1 | 0–1 | 1–4 | 1–1 |
| Shamrock Rovers       | 2–1 | 1–1 | 1–1 | 2–1 | 1–1 | 2–1 |     | 0–1 | 1–1 | 3–0 | 1–1 | 2–1 | 2–1 | 3–1 | 3–0 | 1–0 |     | 2–0 | 3–1 | 2–0 |
| Sligo Rovers          | 4–0 | 0–1 | 1–2 | 1–1 | 1–0 | 2–0 | 1–1 |     | 1–1 | 3–0 | 1–1 | 1–2 | 2–0 | 2–1 | 0–1 | 1–0 | 0–1 |     | 2–0 | 1–1 |
| St Patrick's Athletic | 2–1 | 2–0 | 2–1 | 0–2 | 4–1 | 3–0 | 1–2 | 2–0 |     | 1–0 | 2–2 | 1–0 | 2–0 | 1–0 | 2–2 | 3–2 | 0–1 | 0–3 |     | 2–1 |
| Waterford             | 0–1 | 0–1 | 0–7 | 0–3 | 1–2 | 1–0 | 1–4 | 1–2 | 1–1 |     | 1–0 | 2–2 | 1–0 | 1–1 | 4–1 | 4–1 | 1–3 | 1–0 | 0–0 |     |

1. ↑  FAI przyznała Sligo Rovers zwycięstwo 3–0 po tym, jak Waterford zrezygnował z gry ze względu na przypadki COVID-19 w swoim składzie[4].

## Baraż o Premier Division
UCD wygrał 2-1 z Waterford finał baraży o miejsce w Premier Division na sezon 2022.
|  |                         |                         |                         |                         |                         |   |           |                      |                      |                      |     |   |              |              |              |
|  | First Division półfinał | First Division półfinał | First Division półfinał | First Division półfinał | First Division półfinał |   |           | First Division finał | First Division finał | First Division finał |     |   | Finał baraży | Finał baraży | Finał baraży |
|  | First Division półfinał | First Division półfinał | First Division półfinał | First Division półfinał | First Division półfinał |   |           | First Division finał | First Division finał | First Division finał |     |   | Finał baraży | Finał baraży | Finał baraży |
|  |                         |                         |                         |                         |                         |   |           |                      |                      |                      |     |   |              |              |              |
|  |                         |                         |                         |                         |                         |   |           |                      |                      |                      |     |   |              |              |              |
|  | 5                       | Bray Wanderers          | 0                       | 1                       | 1                       | 9 | Waterford | 1                    |                      |                      |     |   |              |              |              |
|  | 5                       | Bray Wanderers          | 0                       | 1                       | 1                       | 9 | Waterford | 1                    |                      |                      |     |   |              |              |              |
|  | 2                       | Galway United           | 0                       | 0                       | 0                       |   |           |                      |                      | 3                    | UCD | 2 |              |              |              |
|  | 2                       | Galway United           | 0                       | 0                       | 0                       |   |           | 5                    | Bray Wanderers       | 3                    | UCD | 2 | 0            |              |              |
|  |                         |                         |                         |                         |                         |   |           | 5                    | Bray Wanderers       |                      |     |   |              |              |              |
|  |                         |                         | 3                       | UCD                     | 2                       |   |           |                      |                      |                      |     |   |              |              |              |
|  | 4                       | Treaty United           | 3                       | UCD                     | 2                       | 0 | 2         | 2                    |                      |                      |     |   |              |              |              |
|  | 4                       | Treaty United           |                         |                         |                         |   |           | 2                    |                      |                      |     |   |              |              |              |
|  | 3                       | UCD                     | 3                       | 1                       | 4                       |   |           |                      |                      |                      |     |   |              |              |              |
|  | 3                       | UCD                     | 3                       | 1                       | 4                       |   |           |                      |                      |                      |     |   |              |              |              |

| 3 listopada 2021 | Bray Wanderers | 0:0   | Galway United |                                                          |
| 20:45            |                | (0:0) |               | Carlisle Grounds, Bray Widzów: 1285 Sędzia: Gavin Colfer |

| 7 listopada 2021 | Galway United | 0:1   | Bray Wanderers       |                                                                 |
| 18:00            |               | (0:1) | 22' Brandon Kavanagh | Eamonn Deacy Park, Galway Widzów: 5000 Sędzia: Kevin O’Sullivan |

| 3 listopada 2021 | Treaty United | 0:3   | UCD                                            |                                                                        |
| 20:45            |               | (0:1) | 34' (sam.) Tadhg Ryan · 79', 90+2' Colm Whelan | Markets Field, Garryowen, Limerick Widzów: 3000 Sędzia: Robert Dowling |

| 7 listopada 2021 | UCD             | 1:2   | Treaty United                           |                                        |
| 18:00            | Adam Verdon 69' | (0:1) | 8' Conor Melody · 52' Anthony O’Donnell | UCD Bowl, Dublin Sędzia: Alan Patchell |

| 19 listopada 2021 | Bray Wanderers | 0:2   | UCD                              |                                             |
| 20:45             |                | (0:0) | 68' Colm Whelan · 88' Paul Doyle | Dalymount Park, Dublin Sędzia: Oliver Moran |

| 26 listopada 2021 | Waterford             | 1:2   | UCD                              |                                                            |
| 20:45             | Anthony Wordsworth 5' | (1:2) | 26' Dara Keane · 34' Colm Whelan | Richmond Park, Dublin Widzów: 2000 Sędzia: Paul McLaughlin |

## Najlepsi strzelcy
| Bramki | Strzelcy       | Drużyna               |
| ------ | -------------- | --------------------- |
| 21     | Georgie Kelly  | Bohemians             |
| 15     | Danny Mandroiu | Shamrock Rovers       |
| 13     | Mark Doyle     | Drogheda United       |
| 12     | Patrick Hoban  | Dundalk               |
| 11     | Matty Smith    | St Patrick’s Athletic |
| 11     | Johnny Kenny   | Sligo Rovers          |
| 11     | Graham Burke   | Shamrock Rovers       |
| 10     | John Martin    | Waterford             |
| 10     | Tunde Owolabi  | Finn Harps            |
| 9      | Chris Lyons    | Drogheda United       |
| 9      | Liam Burt      | Bohemians             |

Źródło: .

## Stadiony
| Bohemians       |
| --------------- |
| Dalymount Park  |
| Pojemność: 3640 |
|                 |

| Derry City         |
| ------------------ |
| Brandywell Stadium |
| Pojemność: 3700    |
|                    |

| Drogheda United  |
| ---------------- |
| Hunky Dorys Park |
| Pojemność: 3500  |
|                  |

| Dundalk         |
| --------------- |
| Oriel Park      |
| Pojemność: 4500 |
|                 |

| Finn Harps      |
| --------------- |
| Finn Park       |
| Pojemność: 6000 |
|                 |

| Longford Town   |
| --------------- |
| Bishopsgate     |
| Pojemność: 5097 |
|                 |

| St Patrick’s Athletic |
| --------------------- |
| Richmond Park         |
| Pojemność: 5340       |
|                       |

| Shamrock Rovers  |
| ---------------- |
| Tallaght Stadium |
| Pojemność: 8000  |
|                  |

| Sligo Rovers    |
| --------------- |
| Showgrounds     |
| Pojemność: 3873 |
|                 |

| Waterford                        |
| -------------------------------- |
| Waterford Regional Sports Centre |
| Pojemność: 5500                  |
|                                  |

Źródło: .